# خنيفيسة الرماد (فلم)
خنيفيسة الرماد هو فيلم تاريخي مغربي من إنتاج القناة الثانية وإخراج وبطولة الممثلة سناء عكرود، أمين الناجي.

## القصة
يتناول فيلم عن أمير تبحث له أمه عن زوجة لتحصل على حفيد، في المقابل يقع الأمير دائما في مشاكل يومية مع فتاة تبيع الفحم تلقب «بخنيفسة الرماد» التي تقوم ببعض المقالب والحيل بالاعتماد على ذكاءها وفطنتها الذي يجعلها دائما تنتصر عليه وعلى خذمه، فكانت تلك الفتاة «نجمة بنت المودن» الذي يملك حمام نصيب السلطان والتي تم اختيارها من طرف الأم فرضي الاثنان بعد صراع بالمعاني فوق سطح القصر تم تزوجا لينجا طفلا.

## وصلات خارجية
- مقالات تستعمل روابط فنية بلا صلة مع ويكي بيانات